# 増田屋 (蕎麦屋)
増田屋（ますだや）は、日本の蕎麦屋の屋号の一つである。藪蕎麦、更科、砂場、満留賀などと同様に、増田屋の屋号を持つ蕎麦屋は各地に存在するが、その大半はのれん分けによって開業したものであり、増田屋のれん会が組織されている。

## 特徴
1890年（明治23年）に当時の東京市麻布区笄町で開業した武久留吉がのれん分けの始祖とされ、1912年（明治45年）の古道文次による原宿店開業がのれん分け１号である。大正から昭和初期の段階で増田屋は20店あり、1955年（昭和30年）に増田屋のれん会が創設される。1963年（昭和38年）に「増」の字を丸で囲んだ増田屋の商標を登録。
増田屋の商標を共同で利用する一方、他の蕎麦屋ののれん会と比較して各店の個性を尊重するのが特徴であり、大衆的な蕎麦屋から高級路線の蕎麦屋まで幅が広く、従業員の独立・のれん分けも各店の裁量で行われている。1972年（昭和47年）に富士銀行と共同で「富士・増田屋のれん会ローン」を設けるなど、従業員の独立開業を支援する姿勢が強いことが特徴。
また、古道文次が新潟県出身だったこともあり、各店の店主・従業員に新潟県出身者が多いことも特徴であり、田中角栄も増田屋のれん会の顧問に就任していた。

## 歴史
明治初期に武久留吉が現在の滋賀県から上京し、当時の東京府東京市麻布区霞町にあった増田屋に奉公入りののち、1890年（明治23年）から1894年（明治27年）の頃に独立して、笄町（現・東京都渋谷区広尾）の日赤病院前で開店する。霞町店以前の増田屋の詳細は不明、増田屋のれん会関係者は、明和から天明の頃の増田屋次郎介、増田屋半次郎が屋号の起源ではないかとしている。武久留吉が経営する日赤病院前店に新潟県から上京した古道文次が修行に入り、1912年（明治45年）に原宿店を開店した。
1955年（昭和30年）に当時の増田屋20店を会員とする増田屋のれん会が創設され、1976年（昭和51年）時点で会員店舗は130店に拡大、東京都だけではなく神奈川県、埼玉県でも増田屋の開店が進む。
2024年（令和6年）時点での増田屋のれん会の会員店舗は96店舗で、東京都港区北青山の外苑前店がのれん会の会長になっている。